# Dylan Sprouse

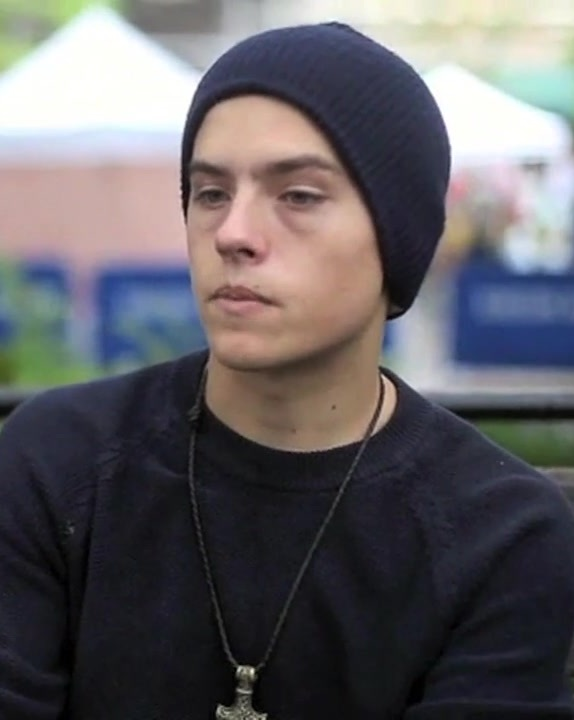
Dylan Sprouse (2012)

Dylan Thomas Sprouse (* 4. August 1992 in Arezzo, Italien) ist ein US-amerikanischer Filmschauspieler, der hauptsächlich durch die Rolle des „Zack Martin“ aus den Serien Hotel Zack & Cody und Zack & Cody an Bord bekannt ist.

## Leben und Karriere

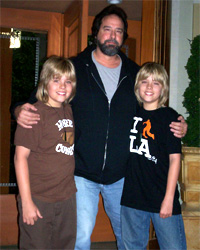
Dylan und Cole Sprouse, in der Mitte Schauspiellehrer Gary Spatz

Dylan Sprouse wurde als Kind der US-amerikanischen Einwanderer Matthew Sprouse und Melanie Wright geboren, die an einer englischsprachigen Schule in der Toskana unterrichteten. Er hat einen 15 Minuten jüngeren Zwillingsbruder, Cole Sprouse. Kurz nach seiner Geburt zog die Familie zurück in ihre Heimatstadt Long Beach (Kalifornien).
Auf einen Vorschlag der Großmutter, der Schauspiellehrerin und Schauspielerin Jonine Booth Wright hin begannen er und sein Zwillingsbruder bereits früh zu schauspielern. Ihren ersten Auftritt vor der Kamera hatten sie in einem Werbespot für Toilettenpapier. Seine Laufbahn als Schauspieler startete er 1993 im Fernsehen, als er sich mit seinem Bruder Cole bis 1998 die Rolle des „Patrick Kelly“ in der Fernsehserie Grace teilte, indem sie sich in der Darstellung der Rolle abwechselten. In den nächsten Jahren trat er mit seinem Bruder weiterhin in mehreren Filmen und Fernsehserien auf. Im Jahr 2017 spielte er im Thriller Dismissed die Hauptrolle des „Lucas Ward“, wirkte im selben Jahr im Kurzfilm Carte Blanche mit und übernahm die Rolle des „Nick“ im Film Banana Split. Im folgenden Jahr übernahm er die Rolle des „Paul“ im Kurzfilm Daddy und spielte im Film Turandot den „Calaf“. Im August 2019 wurde bekanntgegeben, dass Sprouse als „Trevor“ in After We Collided, der Fortsetzung des 2019 erschienenen Films After Passion, mitspielen wird.
Nach dem Ende von Zack & Cody an Bord im Jahr 2011 besuchte Sprouse die Gallatin School of Individualized Study der New York University und erwarb einen Abschluss in Videospiel-Design.
Er ist außerdem Mitbegründer der New Yorker Met-Brauerei All-Wise Meadery in Williamsburg, Brooklyn, die er 2018 eröffnete.
Dylan Sprouse ist seit 2018 mit dem ungarischen Model Barbara Palvin liiert, die beiden heirateten am 15. Juli 2023 in Ungarn.

## Filmografie (Auswahl)
- 1993–1998: Grace (Grace Under Fire, Fernsehserie, 73 Episoden)
- 1999: Big Daddy
- 1999: The Astronaut’s Wife – Das Böse hat ein neues Gesicht (The Astronaut’s Wife)
- 2001: Die wilden Siebziger (That ’70s Show, Fernsehserie, Episode 4x02)
- 2001: Die Weihnachtsmann-Affäre (Saw Mommy Kissing Santa Claus)
- 2001: Protokoll eines Sexsüchtigen (Diary of a Sex Addict)
- 2002: Meister der Verwandlung (The Master of Disguise)
- 2003: Just for Kicks
- 2004: The Heart Is Deceitful Above All Things
- 2005: Piggy Banks
- 2005–2008: Hotel Zack & Cody (The Suite Life of Zack & Cody, Fernsehserie, 87 Episoden)
- 2006: Kuzco’s Königsklasse (The Emperor’s New School, Fernsehserie, Episode 1x13, Stimme)
- 2006: Raven blickt durch (That’s So Raven, Fernsehserie, Episode 4x11)
- 2007: Plötzlich Star – Eine moderne Mark Twain-Geschichte (A Modern Twain Story: The Prince and the Pauper)
- 2008: Snow Buddies – Abenteuer in Alaska (Snow Buddies, Stimme)
- 2008: Immer wieder Jim (According to Jim, Fernsehserie, Episode 7x13)
- 2008–2011: Zack & Cody an Bord (The Suite Life on Deck, Fernsehserie, 73 Episoden)
- 2009: Adventures in Appletown
- 2009: Die Zauberer vom Waverly Place (Fernsehserie, Episode 2x25)
- 2009: Hannah Montana (Fernsehserie, Episode 3x20)
- 2010: Kung-Fu Magoo
- 2010: Tripp’s Rockband (I’m in the Band, Fernsehserie, Episode 1x22)
- 2011: Zack & Cody – Der Film (The Suite Life Movie, Fernsehfilm)
- 2012: So ein Zufall! (So Random!, Fernsehserie, Episode 1x21)
- 2017: Dismissed
- 2018: Banana Split
- 2020: After Truth (After We Collided)
- 2021: Tyger Tyger
- 2021: The Curse of Turandot
- 2021: Saturday Morning All Star Hits! (Fernsehserie, 5 Episoden)
- 2022: My Fake Boyfriend
- 2023: Beautiful Disaster
- 2024: Beautiful Wedding
- 2024: The Bridge (Aftermath)

## Diskografie
- 2005: A Dream Is a Wish Your Heart Makes, Disneymania 4[15]
- 2008: A Dream Is a Wish Your Heart Makes, Princess Disneymania[16]

## Auszeichnungen
- 2006+2007: Young Artist Awards: Nominiert in der Kategorie Bester Darsteller in einer Fernsehserie – Hauptdarsteller für Hotel Zack & Cody
- 2008: Kids’ Choice Awards: Nominiert in der Kategorie Lieblingsschauspieler für Zack & Cody an Bord
- 2009–2011: Kids’ Choice Awards: Gewinner in der Kategorie Lieblingsschauspieler für Zack & Cody an Bord
- 2020 JALL Award

## Deutsche Synchronsprecher
Dylan Sprouse wird im Deutschen wie sein Zwillingsbruder bisher überwiegend von Robert Schmalz gesprochen, in Plötzlich Star – Eine moderne Mark Twain-Geschichte von Tobias John von Freyend. In seiner Rolle als Shasta in Snow Buddies – Abenteuer in Alaska wurde er von Leon Amann synchronisiert.